# Zephyranthes cearensis
Zephyranthes cearensis là một loài thực vật có hoa trong họ Amaryllidaceae. Loài này được (Herb.) Baker miêu tả khoa học đầu tiên năm 1888.